# 二甲基苯丙胺
二甲基苯丙胺（英語：Dimethylamphetamine，INN：Dimetamfetamine），也称为二甲安非他明、N ,N-二甲基苯丙胺，化学类别是苯乙胺类和苯丙胺类兴奋剂药物。二甲基苯丙胺的兴奋性作用比苯丙胺或甲基苯丙胺弱，成瘾性也显著降低，神经毒性也比甲基苯丙胺低。然而，它仍然保留了一些轻微的兴奋剂作用和滥用潜力，并且在美国、澳大利亚和中国大陆都是非法的。
二甲基苯丙胺偶尔会在非法甲基苯丙胺实验室中被发现，但通常只是一种杂质，而非目标产物。在通过右旋苯丙胺的N-甲基化合成甲基苯丙胺的过程中，如果反应温度过高或甲基化剂用量过大，可能会意外生成二甲基苯丙胺。
据称，二甲基苯丙胺是苯丙胺和甲基苯丙胺的前体药物 。